# أندرياس ويسنيوسكي
أندرياس ويسنيوسكي (بالألمانية: Andreas Wisniewski)‏ هو ممثل ألماني، ولد في 3 يوليو 1959 في ألمانيا.

## أعمال

### أفلام
- (1987) أضواء النهار الحية[3][4][5]
- (1988) موت قاسي[6][7][8]
- (1996) مهمة مستحيلة[9]
- (2008)  صعود المحارب
- (2011)  بروتوكول الشبح[10]

## وصلات خارجية
- أندرياس ويسنيوسكي على موقع IMDb (الإنجليزية)
- أندرياس ويسنيوسكي على موقع ألو سيني (الفرنسية)
- أندرياس ويسنيوسكي على موقع ميوزك برينز (الإنجليزية)
- أندرياس ويسنيوسكي على موقع أول موفي (الإنجليزية)
- أندرياس ويسنيوسكي على موقع قاعدة بيانات الأفلام السويدية (السويدية)
- أندرياس ويسنيوسكي على موقع قاعدة بيانات الفيلم (الإنجليزية)
- أندرياس ويسنيوسكي على موقع كينوبويسك (الروسية)